# 宙方
宙方，是殷墟甲骨文记载的商朝的方国。
宙方是商朝周边的一个小方国，约公元前13世纪，商王武丁前期，与商为敌。武丁征调步卒，配备战车，进攻宙方。癸亥一战失利。经过整顿，于甲子日再战，商军一举击败宙军，此战，是已见最早文字记载的使用战车部队的作战。